# Срібна доба російської поезії
Срібна доба (рос. Серебряный век) — термін, що вживається в літературознавстві для характеристики межі XIX⁣ — ⁣XX ст. у російській літературі. Назву обрано за аналогією із «золотою добою» російської літератури, яку ототожнювали з XIX століттям, коли працювала низка російських літераторів від Пушкіна і Баратинського до Чехова та Лева Толстого. Частина Ренесансу 20 століття

## Представники
- Символізм: Валерій Брюсов, Олександр Блок, Зінаїда Гіппіус, Дмитро Мережковський
- Акмеїзм: М. Гумільов, С. Городецький, М. Кузьма, Анна Ахматова, Інокентій Анненський, Осип Мандельштам, Г. Іванов.
- Футуризм: В. Маяковський, В. Хлєбников, Б. Пастернак, М. Асєєв, С. Бобров, І. Сєверянін.
- Імажинізм: В. Шершеневич, С. Єсенін, А. Марієнгоф.

## Символізм

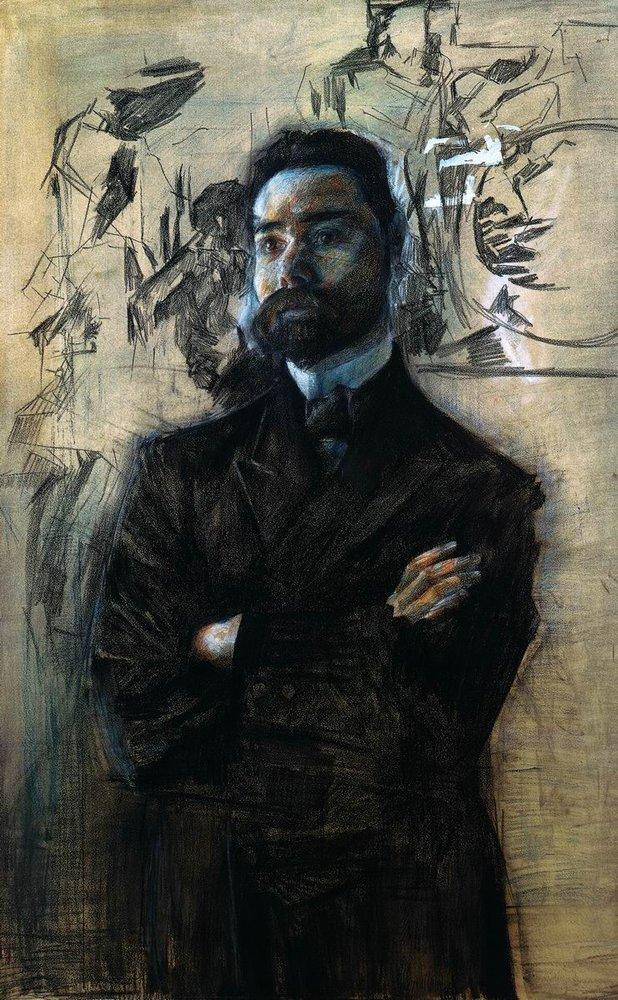
Малюнок М. О. Врубеля. Валерій Брюсов, 1906 рік. Третьяковська галерея.

Найпотужнішою течією в російській поезії «срібної доби» був символізм. Цей напрям зародився у другій половині XIX ст. у Франції. У свідомості символістів речі матеріального світу перетворювалися на «знаки» вічних ідей, котрі перебувають поза межами земної реальності, а художні образи — на символи. Завдання поета — дізнатися про прихований зміст символів іншої реальності.
У Російській імперії символізм набув самобутнього національного характеру. Суттєву роль у його становленні відіграло філософське вчення В. Соловйова, який вірив у рятівну місію Краси (єдність містила: Красу, Добро, Істину). Посередником у досягненні «всеєдності» покликане бути мистецтво. Позитивна «всеєдність» утілювалась у містичних образах Світової Душі, або Вічної Жіночності. Філософія В. Соловйова значно посилила релігійно-містичний компонент естетики російських символістів. Кого вважають вождем російського символізму? Вождем і керівником російського символізму був Валерій Брюсов. Він виступав і як теоретик символізму, висловивши свої естетичні погляди в передмові до трьох збірок «Російські символісти» (1894—1895). Мету мистецтва В. Брюсов убачав у зображенні «руху душі» поета, таїни людського духу, особистості митця.

## Акмеїзм

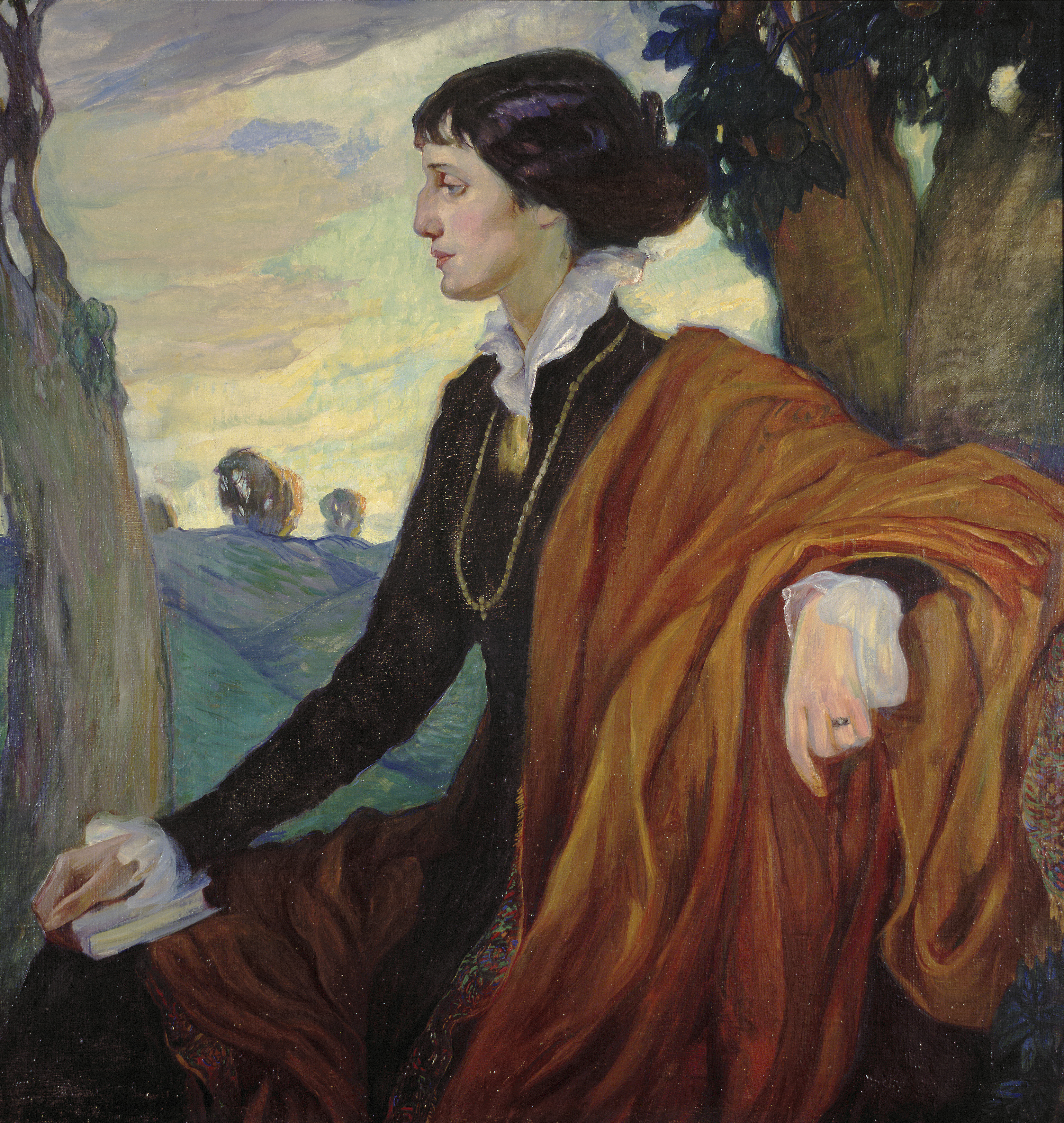
Художниця О. Л. Дела-Вос Кардовська, Анна Ахматова, 1914 рік.

1911 року в Санкт-Петербурзі товариство поетів на чолі з Миколою Гумільовим (російський поет) та Сергієм Городецьким, які протиставляли себе символізму, що на той час став занепадати, створили гурток «Цех поетів». До них приєднались Анна Ахматова, Осип Мандельштам, Георгій Іванов. Ці митці намагалися повернути поезію з містичних далей символізму до реального буття. Нова школа назвала себе акмеїзмом (від грец. «акме» — вищий ступінь чого-небудь; квітуча сила). Акмеїсти ще називали свою школу адамізмом, від імені праотця Адама, або кларизмом (від лат. «кларус» — ясний). Теоретиком акмеїзму був М. Гумільов, який декларував самоцінність «мудрої і ясної» дійсності, протиставляв містиці символістів захоплення матеріальною красою світу в поєднанні красивого і потворного. Акмеїсти відстоювали право на створення ясного і прозорого художнього образу і поетичної мови, виступали проти притаманних символістам туманних і містичних натяків, замовчувань, незрозумілостей. Вони закликали повернути поезію до земного життя, до предмета, до точного значення слова. Видавничим органом «Цеху поетів» був журнал «Гіперборей».

## Футуризм
Російський футуризм (від лат. слова, що означає «майбутнє») виник у 1910-х роках. Його розвиток відбувався за умов складної взаємодії чотирьох угруповань: «Гілея» (кубофутуристи) — В. Хлєбников, брати Д. і М. Бурлюки, О. Кручених, В. Маяковський та інші, «Асоціація егофутуристів» — І. Сєверянін, К. Олімпов та інші, «Мезонін поезії» — В. Шершеневич, Р. Івлєв та інші, «Центрифуга» — С. Бобров, Б. Пастернак, М. Асєєв та інші. Загальною основою футуристичного руху в Росії було передчуття краху старого світу й передчуття майбутнього «світового перевороту». Естетичні засади російських футуристів були висловлені в маніфесті «Ляпас суспільному смакові» (1912), який підписали Д. Бурлюк, А. Кручених, В. Маяковський і В. Хлєбніков (група «Гілея»). Вони закликали відмовитися від традицій старої культури: «Минуле тісне. Академія і Пушкін не зрозуміліші від ієрогліфів. Скинути Пушкіна, Достоєвського, Толстого й ін. з пароплава сучасності…» Футуристи надавали перевагу формі над змістом, визначали абсолютну свободу поетичного слова, активно розробляли нові принципи поетичної мови (відмовлялися від знаків пунктуації), опрацьовували нові ритми та типи рим, сміливо експериментували зі словом, створювали штучні неологізми (зразки віршованої графіки) тощо. Салонній витонченості символістів футуристи протиставляли антиестетизм, що відбивався навіть в зовнішності митців, в декорі книжок (обкладинки з ряднини, сірий обгортковий папір), назвах поезій та збірок («Крематорій здорового глузду», «Здохлий місяць», «Рикающий Парнас» тощо).

## Імажинізм
Імажиністи вперше заявили про себе 1919 року. Появу цієї течії в російській поезії спричинив модерністський напрямок імажизм (від франц. «образ»), який виник в Англії напередодні Першої світової війни і проіснував до середини 20-х років XX ст. Імажисти та імажиністи проголосили образ самоціллю творчості. Вони до певної міри нехтували змістом твору. Не можна стверджувати, що його зовсім нема, він є, але часто затьмарений каскадом дивовижних художніх засобів. Імажиністи вважали вірш «каталогом образів», вишуканим сплетінням метафор, епітетів, порівнянь та інших тропів. Теоретик російського імажинізму В. Шершеневич стверджував: «Вірш — не організм, а хвиля образів, з нього можна витягнути один образ, вставити десять». Імажиністи дозволяли собі також порушувати граматичні норми, деформувати розмір метричними перебоями, відмовлялися від звиклих строф, зверталися до вільного вірша — верлібру.